# Christopher Mitchum

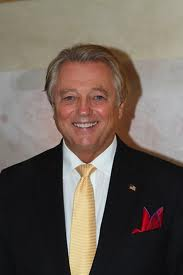
Christopher Mitchum (2012)

Christopher Mitchum (* 16. Oktober 1943 in Los Angeles, Kalifornien) ist ein US-amerikanischer Filmschauspieler.

## Leben
Christopher Mitchum war nach James Mitchum der zweitgeborene Sohn der Hollywood-Legende Robert Mitchum. Er studierte am Trinity College Dublin und an der University of Arizona, ehe er seinem Vater in den späten 1960er in das Filmgeschäft folgte. Seine Karriere begann auch schwungvoll mit Rollen in den John-Wayne-Filmen Chisum (1970) und Big Jake (1971) und dem Howard-Hawks-Klassiker Rio Lobo (1970). Er konnte allerdings nicht an diese vielversprechenden Karriereanfänge anknüpfen. In der Folge spielte er häufiger in recht gewalttätigen Action-B-Movies mit, die hauptsächlich außerhalb seines Heimatlandes unter anderem in Spanien, Hongkong, Indonesien und Philippinen entstanden. 1989 übernahm er die Hauptrolle in der deutschen Verwechslungskomödie Gummibärchen küßt man nicht. Sein filmisches Schaffen umfasst über 65 Film- und Fernsehproduktionen (Stand: Februar 2024).
Christopher Mitchum war zeitweise Vizepräsident der Schauspielergewerkschaft Screen Actors Guild. 2014 kandidierte Mitchum für die Republikanische Partei bei den Kongresswahlen im 23. kalifornischen Bezirk, verlor jedoch knapp gegen die Amtsinhaberin Lois Capps von den Demokraten.
Seine Kinder Bentley Mitchum und Carrie Mitchum sind als Schauspieler tätig.

## Filmografie (Auswahl)
- 1969: Der gnadenlose Rächer (Young Billy Young)
- 1970: Big Foot – Das größte Monster aller Zeiten (Bigfoot)
- 1970: Chisum (Chisum)
- 1970: Rio Lobo (Rio Lobo)
- 1971: Big Jake (Big Jake)
- 1973: Der Clan der Killer (Un tipo con una faccia strana ti cerca per ucciderti)
- 1974: Die unerbittlichen Drei (Master Samurai)
- 1976: Der Letzte der harten Männer (The Last Hard Men)
- 1980: Invasion aus dem All (The Day Time Ended)
- 1983: Comander Firefox
- 1984: The Executioner – Ich, der Vollstrecker (The Executioner, Part II)
- 1984: Danger – Keine Zeit zum Sterben
- 1986: Strike Force (Final Score)
- 1988: Faceless (Les prédateurs de la nuit)
- 1988: SFX Man
- 1989: Gummibärchen küßt man nicht
- 1989: Aftershock (After Shock)
- 1995: Bio Creature – Rückkehr des Grauens (Biohazard: The Alien Force)
- 1997: Sexkiller (Lethal Seduction)
- 2012: Santa's Summer House